# 森田柚花
森田 柚花（もりた ゆずか、1月26日 - ）は、日本の漫画家。
2004年に『DANCE DANCE DANCE!』（『月刊コミックブレイド』）で漫画家デビュー。その後、『.hack//G.U.+』からは、『月刊コンプティーク』および増刊を中心に、ゲーム原作による作品を連載する。

## 作品リスト

### 漫画

#### 連載
- DANCE DANCE DANCE!（『月刊コミックブレイド』2004年9月号 - 連載休止中）
- .hack//G.U.+（『.hack//G.U.: The World』→『コンプティーク』）
- テイルズ オブ ヴェスペリア（『テイルズ オブ マガジン』Vol.1 - 14→『コンプティーク』）
- NAKED BLACK（『MACBETH PROTOTYPE』→『Asuka plus macbeth』）
- STEINS;GATE 史上最強のスライトフィーバー（『コンプティーク』2011年2月号 - 7月号→『月刊少年エース』2011年10月号 - 連載休止中）

#### 書籍
- 『DANCE DANCE DANCE!』、マッグガーデン〈ブレイドコミックス〉 2005年、既刊2巻
- 『.hack//G.U.+』、角川書店〈カドカワコミックス・エース〉 2006年 - 2009年、全5巻
- 『NAKED BLACK』、角川書店〈あすかコミックスDX〉 2006年、全1巻
- 『テイルズ オブ ヴェスペリア』、角川書店〈角川コミックス・エース〉 2009年 - 2010年、全3巻
- 『咎狗の血 True Blood』、角川書店〈あすかコミックスCL-DX〉 2009年、全1巻
- 『STEINS;GATE 史上最強のスライトフィーバー』、角川書店〈角川コミックス・エース〉 2012年 - 2013年、既刊2巻

### イラスト
- 攻撃天使（全7巻）
- 聖竜伝（全3巻）
- 真・聖竜伝（全2巻）
- .hack//G.U.（全4巻）